# أوريل ديل تورو
أوريل ديل تورو (بالإسبانية: Uriel del Toro)‏ (10 أغسطس 1978؛مكسيكو) هو عارض أزياء وممثل ومغني ,إذ يعتبر واحد من أكثر عارضو أزياء رغبة في المكسيك , بدأ عرض الأزياء ومهنته في سن ال18 في "وكالة بوتيك", وأيضا كان له أداء عالمي في الحملات والإعلانات الحصرية في برشلونة وهامبورغ ومدريد وميلانو من خلال ماركات مثل ديزل وأرماني وكالتين إيطالية، و لي فايس وكالة أمريكية.وعمل أيضا عارض أزياء لوكالات نايكي وأديداس وكالفين كلاين وبيبي جينز, وخلال أسبوع الموضة في المكسيك في 2008 حصل على جائزة أفضل عارض من فئة الذكور.
وأثناء أقامته في الأرجنتين بدأ مسيرته في التمثيل وأيضا شكل مع أندريس كروز فرقة موسيقية تدعى تيموثي براوني (Timothy Brownie) وهو عضو فيها وأيضا هو طبال الفرقة, وإما مسيرته التمثيلية عمل في شبكات التلفزيونية مثل تيلي هيت وأيضا في مسلسلات تلفزيون أزتيك وتيلفيزا, ومن أشهر مسلسلاته التي عرضت على شاشات العربية قلوب لاتعرف الحب بدور هوغو هو (موظف في مزرعة كبيرة في قرية بعيدة تدعى سان غابرييل تابعة لمقاطعة كوميتان في تشياباس).

## وصلات خارجية
- أوريل ديل تورو على موقع IMDb (الإنجليزية)
- أوريل ديل تورو على موقع قاعدة بيانات الفيلم (الإنجليزية)